# ドゥフシャーサナ

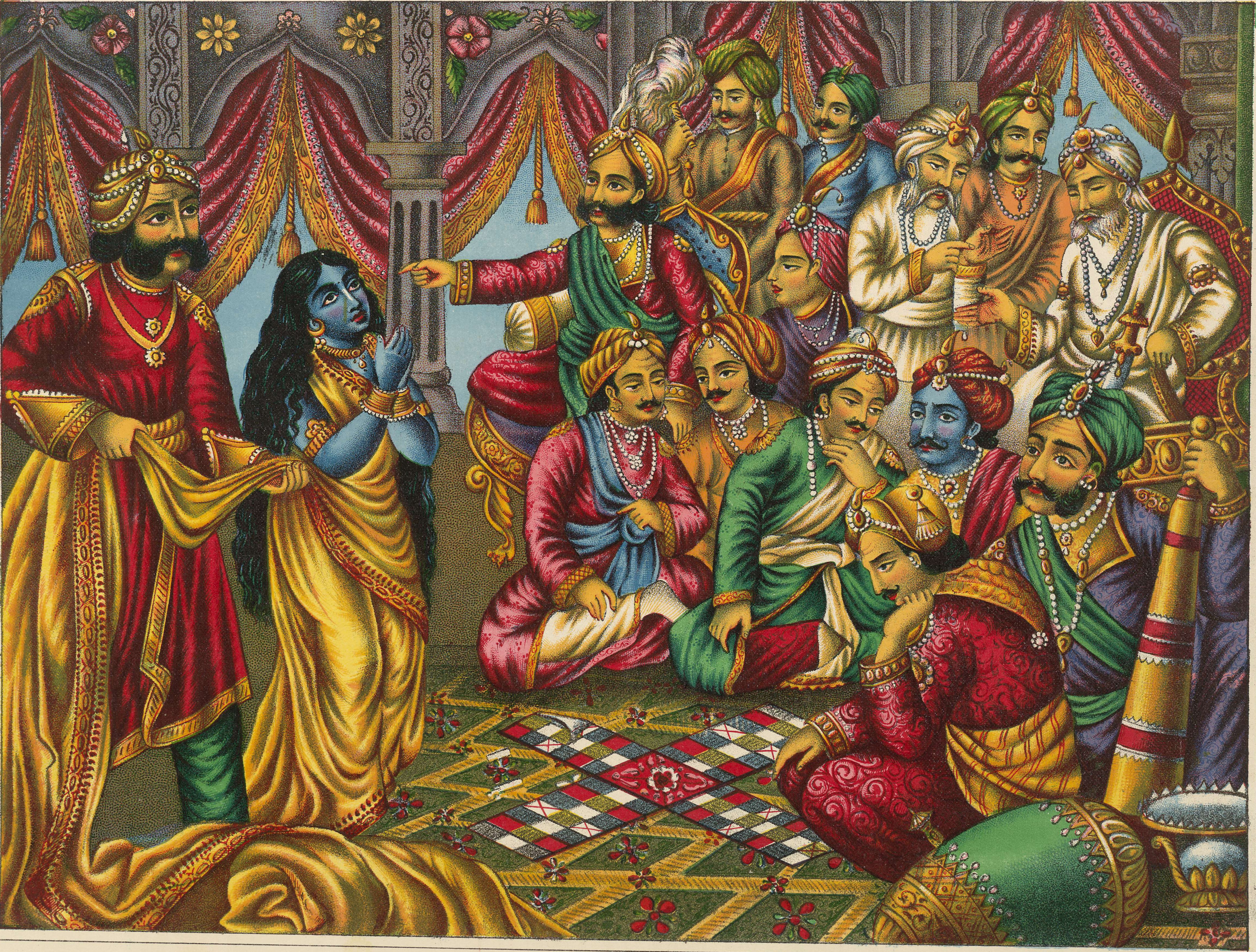
ドラウパディーがサイコロゲームに招かれる場面

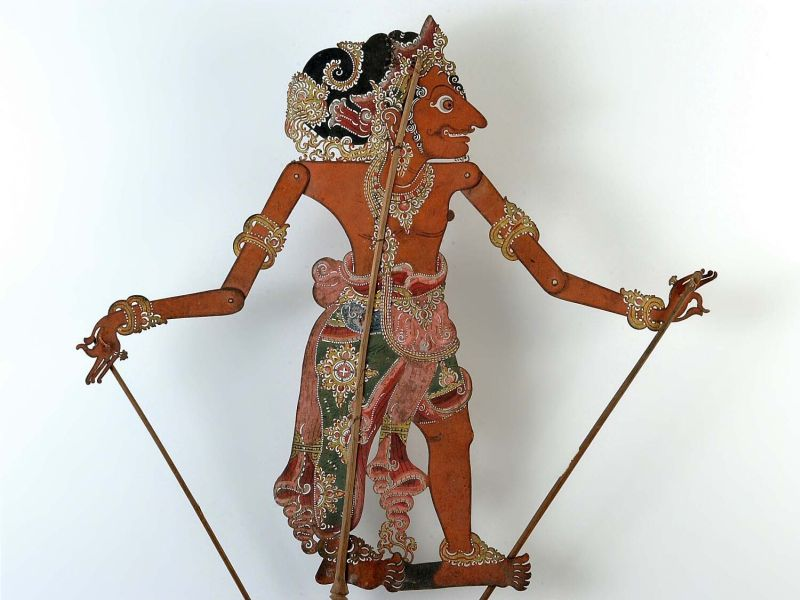
ワヤン・クリ（影絵芝居）のドゥフシャーサナ

ドゥフシャーサナまたはドゥッシャーサナ（梵: Duḥśāsana, デーヴァナーガリー ： दुःशासन）は、インドの叙事詩『マハーバーラタ』の登場人物。
盲目の王ドリタラーシュトラとその妃ガーンダーリーの間に生まれた、カウラヴァの100人兄弟の次男で、ドゥルヨーダナの弟である。
ドゥフシャーサナは兄のドゥルヨーダナを生涯慕い、そのドゥルヨーダナがパーンダヴァ兄弟に対して行った数々の策略に深く関わった。

## ドラウパディーの衣剥ぎ
ドゥルヨーダナ一派は、兼ねてより、従兄弟のパーンダヴァ兄弟を敵視していた。
そこで彼らは、パーンダヴァ兄弟をサイコロ賭博に誘い、ユディシュティラが賭けた財産、王国、その兄弟や妻のドラウパディーを詐術によって全て奪った。
賭博において、ドラウパディーが勝ち取られるという前代未聞の出来事において、その場は騒然となった。
ヴィドゥラをはじめとするクル家の家臣らの批判も聞かず、ドゥルヨーダナはドゥフシャーサナに、その場にドラウパディーを連れてくるように命じた。
ドゥルヨーダナの命令を聞くと、ドゥフシャーサナは力尽くで髪を掴みながら、ドラウパディーを引き摺り連れて来た。
そういった彼らの暴挙を、カウラヴァ兄弟の一人ヴィカルナは非難したが、ドゥルヨーダナの盟友カルナはそのヴィカルナの発言に怒り狂い、
既に勝ち取られたパーンダヴァ達は奴隷であるも同然だとして、ドゥフシャーサナに「パーンダヴァとドラウパディーの着物をはぎとれ」と命じた。
ドゥフシャーサナはドラウパディーの衣に手をかけたものの、不思議なことに、その衣は引っ張られる度に新しい衣が現れて、決して脱がされることはなかったのだった。
しかし、このことに、ドラウパディーの夫の一人であるパーンダヴァの次男ビーマは怒り、「私はドゥフシャーサナの胸を裂いて、その血を飲むだろう」と誓いを立てた。

## クルクシェートラ戦争での最期
クルクシェートラ戦争第16日目において、ドゥフシャーサナはビーマに矢の雨を浴びせていた。
ビーマはドゥフシャーサナを目にすると、かつてドラウパディーが受けた屈辱を思い出してはらわたが煮えくり返り、
彼に飛び掛かって、彼の四肢をへし折ってその胸を引き裂き、傷口から滴る血を飲み干してしまった。
こうしてドゥフシャーサナは倒れ、ビーマはかつての誓いを完遂することとなった。